# Rusland
Rusland este o arie protejată (arie specială de conservare — SAC, sit de importanță comunitară — SCI) din Danemarca întinsă pe o suprafață de 248 ha, integral pe uscat.

## Localizare
Centrul sitului Rusland este situat la coordonatele 56°04′57″N 12°24′37″E / 56.0825°N 12.410278°E.

## Înființare
Situl Rusland a fost declarat sit de importanță comunitară în mai 1998 pentru a proteja un număr necunoscut de specii din flora spontană și fauna sălbatică aflate în arealul zonei. Situl a fost protejat și ca arie specială de conservare în decembrie 2011.

## Biodiversitate
Situată în ecoregiunea continentală, aria protejată conține 20 de habitate naturale: Păduri de fag Luzulo-Fagetum, Păduri de fag Asperulo-Fagetum, Păduri aluvionare cu Alnus glutinosa și Fraxinus excelsior (Alno-Padion, Alnion incanae, Salicion albae), Formațiuni de Juniperus communis pe lande sau pajiști calcaroase, Vegetație psamofilă uscată cu pășuni deschise de Corynephorus și Agrostis, Dune de coastă fixe cu vegetație erbacee („dune gri”), Pajiști uscate seminaturale și facies de acoperire cu tufișuri pe substraturi calcaroase (Festuco-Brometalia) (* situri importante pentru orhidee), Izvoare petrifiante cu formare de travertin (Cratoneurion), Dune fixe decalcificate cu Empetrum nigrum, Lacuri eutrofice naturale cu vegetație de tip Magnopotamion sau Hydrocharition, Vegetație psamofilă uscată cu Calluna și Empetrum nigrum, Mlaștini alcaline, Mlaștini împădurite, Dune împădurite din regiunile atlantică, continentală și boreală, Păduri acidofile de stejar bătrân cu Quercus robur pe câmpii nisipoase, Formațiuni ierboase bogate în specii de Nardus, dezvoltate pe substraturi silicioase în zone montane (și în zone submontane, în Europa continentală), Pajiști cu Molinia pe soluri calcaroase, turboase sau argilos-nămoloase (Molinion caeruleae), Pajiști uscate europene, Liziere de ierburi înalte hidrofile de câmpie și de nivel montan până la alpin, Cursuri de apă de la nivel de câmpie la nivel montan, cu vegetație Ranunculion fluitantis și Callitricho-Batrachion.
La baza desemnării sitului se află un număr nedeclarat de specii protejate.